# فرودگاه شهری وینموکا

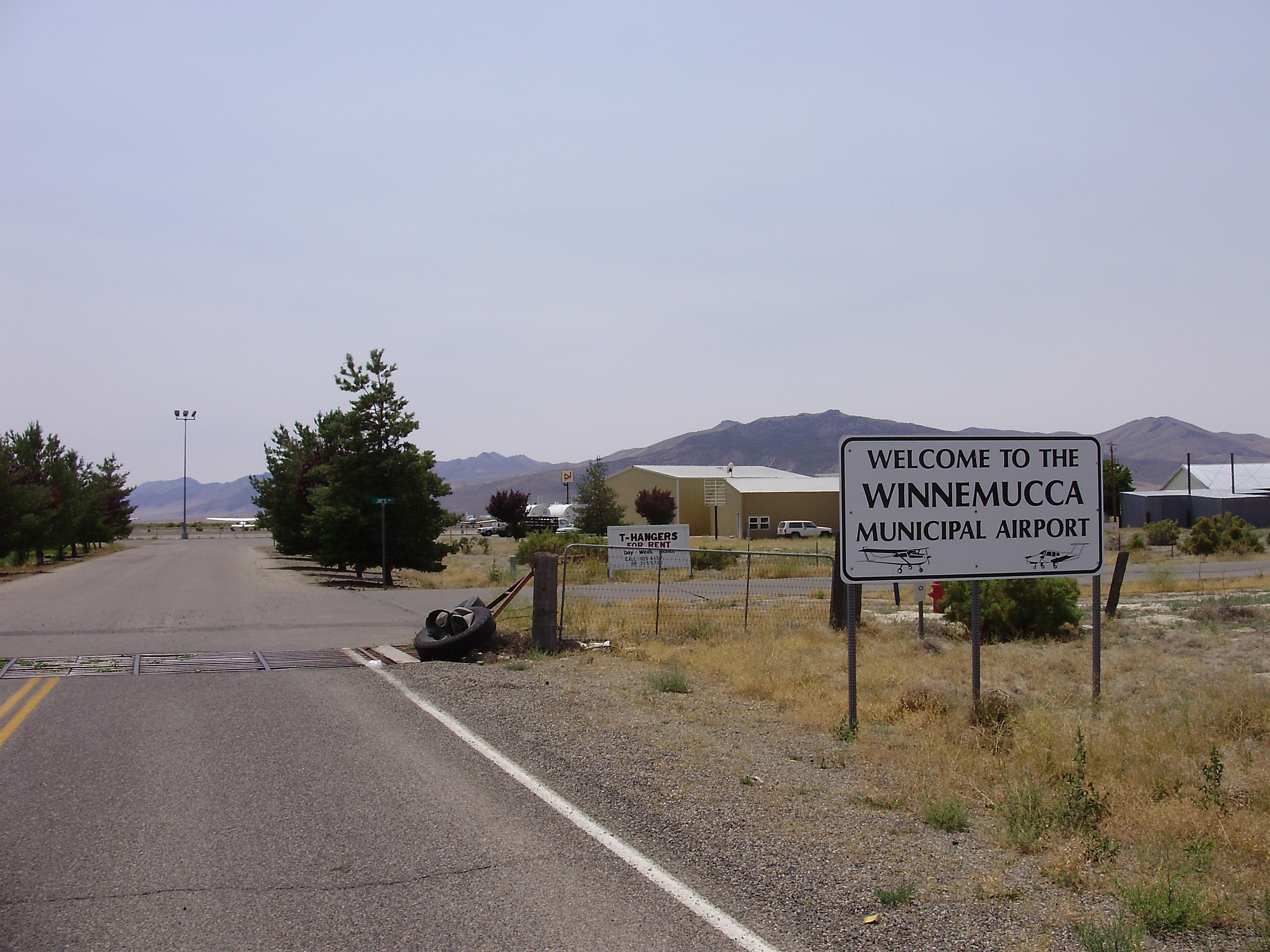
ابتدای ورودی فرودگاه وینموکا در آمریکا و تابلو خوش آمدید آن

فرودگاه شهری وینموکا  (به انگلیسی: Winnemucca Municipal Airport) یک فرودگاه با کد یاتا WMC است که یک باند فرود آسفالت دارد و طول باند آن ۲۱۳۴ متر است. این فرودگاه در کشور ایالات متحده آمریکا قرار دارد.